# جون س. كوين
جون س. كوين (بالإنجليزية: John C. Quinn)‏ هو صحفي أمريكي، ولد في 24 أكتوبر 1925 في بروفيدنس في الولايات المتحدة، وتوفي في 11 يوليو 2017 في نورث كينغستاون في الولايات المتحدة.